# Оркярве
Оркярве (на естонски: Orkjärve) е резерват в северозападна Естония.
Разположен е в област Харю, на 20 km югоизточно от бреговете на Балтийско море и на 44 km югозападно от столицата Талин. Обхваща главно блата и заблатени гори. Резерватът е създаден през 2005 година.